# Jezbořice
Obec Jezbořice se nachází v okrese Pardubice, kraj Pardubický. V obci žije 389 obyvatel. 

## Geografie
Ves Jezbořice leží v průměrné nadmořské výšce 268 metrů nad mořem. Celková katastrální plocha obce je 437 ha, z toho orná půda zabírá osmdesát tři procent.

## Historie
První písemná zmínka o vsi pochází z roku 1131. V té době patřily Jezbořice k olomouckému biskupství. V blízkosti se nacházelo středověké tvrziště. Na nejvyšším místě je postaven gotický kostel sv. Václava s barokními úpravami. Kostel byl založen roku 1055, původně byl dřevěný a po vyhoření v 15. století byl postaven z kamene. V 17. století byl dostavěn a prodloužen. U kostela je dřevěná zvonice ze 14. století. Oba objekty jsou vedeny v seznamu nemovitých kulturních památek.
Historické jádro obce tvoří protáhlá náves s objekty a zemědělskými usedlostmi štítem orientovanými do návsi. Mladší část zástavby je oddělena od historické části příkrým svahem a je situována podél Klešického potoka.

## Vybavenost obce
V obci je vybudován rekreační areál – koupaliště, tenisový kurt a kurt na nohejbal/volejbal. Do této části je také soustředěna individuální rekreace. Atraktivitu obce zvyšují také konírna a jezdecký oddíl s možností hippoturistiky. V obci se koná vánoční koncert v kostele sv. Václava, tenisový turnaj o pohár starosty obce, hasičské závody o pohár starosty obce, beseda s důchodci, vítání občánků, mikulášská nadílka. Dále bychom v obci našli knihovnu, kostel a hřbitov. Místní obyvatelé mohou využívat plynofikaci, kanalizaci i veřejný vodovod.

## Sbor dobrovolných hasičů Jezbořice

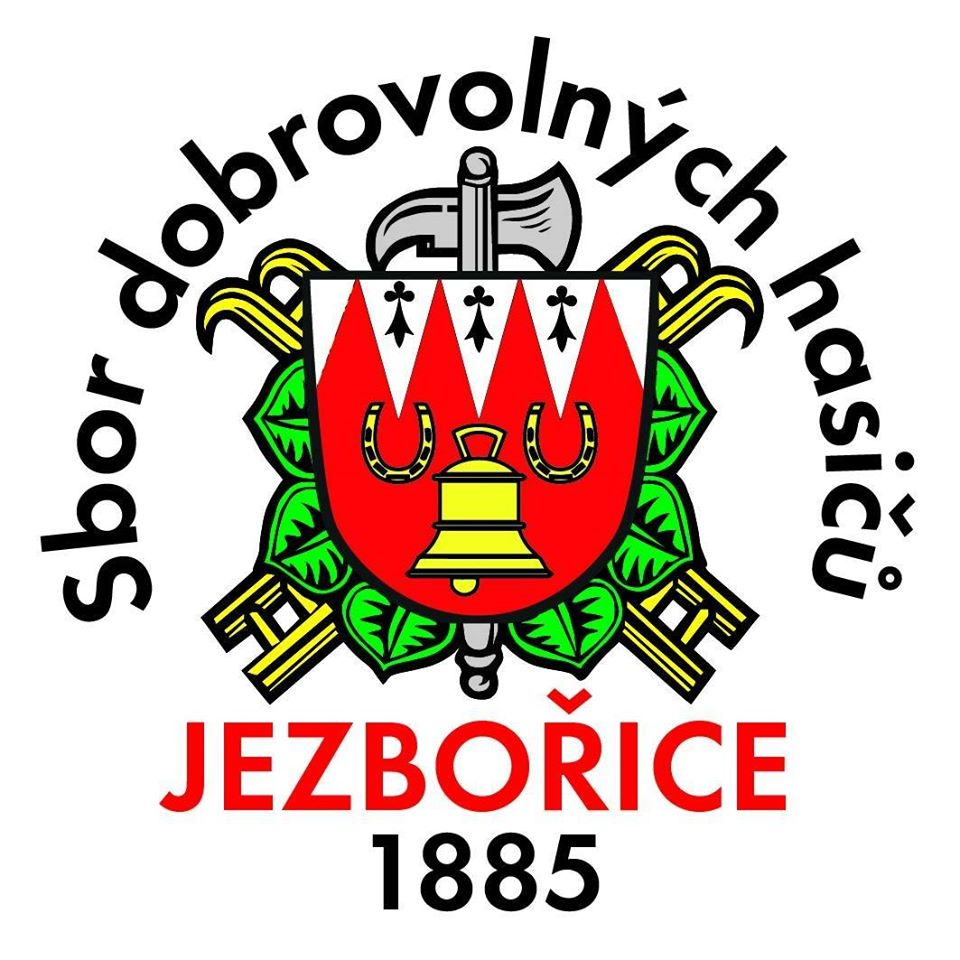
Znak SDH Jezbořice

Sbor dobrovolných hasičů Jezbořice byl založen 6. srpna 1885. V roce 2020 (přesně 29. července) byl sbor vybaven novým vozidlem Ford Transit DA-L1Z, které nahradilo vozidlo, Ford Transit, Kia Pregio, a Avia DA 8 A-30. Další technikou, kterou sbor disponuje, jsou stříkačky PPS 12 a kalové čerpadlo PH-PROGRESS 1000. V roce 2024 se podařilo získat dotace na nový přívěs pro hašení, který jednotka přebrala 25.1.2024 vybavený novou stříkačkou TOHATSU. Současným starostou sboru je Bohumil Hůlka, velitelem sboru a jednotky Ladislav Turyna.
Poslední datovaný požár v obci byl v roce 2023, od té doby jednotka vyjížděla pouze na spadlé stromy a čerpání vody ze sklepů a zahrad po přívalovém dešti. V roce 14.6.2020 se prohnala obcí povodeň.
Sbor každoročně pořádá hasičský ples, pálení čarodějnic, hasičské závody O pohár starosty obce a od roku 2017 Memoriál Ladislava Turyna, spolupořádá dětský den, stezku odvahy, zájezd do sklípku a další aktivity v obci.

## Pamětihodnosti
- Kostel sv. Václava
- Dřevěná zvonice

## Osobnosti
- Alois Koldinský (1857–1934) - rodák, sokolský funkcionář, mladočeský politik, starosta Smíchova